# Relations entre la Grenade et l'Inde
Les relations entre la Grenade et l'Inde font référence aux relations internationales qui existent entre la Grenade et la république de l'Inde. Le haut-commissariat de l'Inde à Port-d'Espagne, à Trinité-et-Tobago, est simultanément accrédité auprès de la Grenade. La Grenade n'a pas de mission diplomatique en Inde.

## Histoire
Les relations entre la Grenade et l'Inde remontent au milieu du XIXe siècle, lorsque les deux pays étaient des colonies britanniques. Les premiers Indiens de Grenade sont arrivés à Irwin's Bay dans la paroisse de Saint Patrick, le 1er mai 1857 à bord du Maidstone. Le navire avait quitté Calcutta le 27 janvier 1857 avec 375 travailleurs indiens sous contrat à bord. Quatre-vingt-six Indiens sont morts pendant le voyage et seulement 289 arriveront à la Grenade. Plusieurs navires ont transporté des travailleurs sous contrat de l'Inde à la Grenade au cours des décennies suivantes. Le dernier navire transportant des travailleurs indiens sous contrat est arrivé sur l'île entre 1881 et 1885. Au total, près de 3 206 Indiens ont été amenés à la Grenade, sans compter ceux qui sont morts pendant le voyage. Seulement 15 % d'entre eux sont retournés en Inde, tandis que les autres sont restés dans le pays même après la fin de leur période d'engagement en 1890. Ces Indiens sont à l'origine de la communauté indo-grénadienne. Le Premier ministre grenadien, Keith Mitchell, s'est rendu en Inde du 26 au 30 juillet 2006 pour mener des activités préparatoires à la Coupe du monde de cricket de 2007 aux Antilles. Il a rencontré le Premier ministre indien Manmohan Singh le 29 juillet 2006.
Une délégation du ministère indien des micro, petites et moyennes entreprises et de la Société nationale des petites industries (en) (National Small Industries Corporation - NSIC) s'est rendue à la Grenade début 2010 pour discuter des possibilités de coopération dans le domaine des petites et moyennes entreprises avec des représentants du gouvernement grenadien.

## Commerce
Le commerce bilatéral entre la Grenade et l'Inde est limité par la grande distance qui sépare les deux pays et la petite taille de l'économie grenadienne. Le commerce entre les deux pays s'est élevé à 1,87 million de dollars US en 2015-2016, enregistrant une croissance de 40 % par rapport à l'exercice précédent. Les principaux produits exportés par l'Inde vers la Grenade sont des produits pharmaceutiques, des bijoux, des vêtements prêts à porter, des textiles et des articles d'ameublement. L'Inde n'a pas fait d'importations en provenance de la Grenade depuis 2011-12, date à laquelle elle a importé pour 300 000 dollars d'équipements et de machines électriques de la Grenade,.